# Holden

Prodeje nových aut Holden na australském trhu

Holden byla australská automobilka se sídlem v Melbourne. Od roku 1931 byl Holden dceřinou společností amerického General Motors. Na podzim 2017 byla ukončena produkce automobilů v Austrálii, od té doby byly vozy do Austrálie importovány z různých států světa. Celkové prodeje Holdenu v Austrálii v roce 2017 byly přibližně 90 000 automobilů, což představovalo 7,6% podíl na australském trhu s automobily. K 31. prosinci 2020 byly ukončeny prodeje automobilů Holden.

## Modely v posledních 3 letech fungování firmy
Holden využíval svého členství v koncernu General Motors a pod svojí značkou prodával některé automobily dalších značek. V březnu 2018 byly v australské nabídce značky Holden následující automobily:
- Holden Astra Hatch, Sedan a Sportwagon (Opel Astra)
- Holden Barina (Chevrolet Aveo)
- Holden Captiva (Chevrolet Captiva a Opel Antara)
- Holden Commodore (Opel Insignia)
- Holden Colorado (Isuzu D-Max)
- Holden Equinox (Chevrolet Equinox)
- Holden Spark (Chevrolet Spark)
- Holden TrailBlazer (Chevrolet TrailBlazer)
- Holden Trax (Chevrolet Trax)

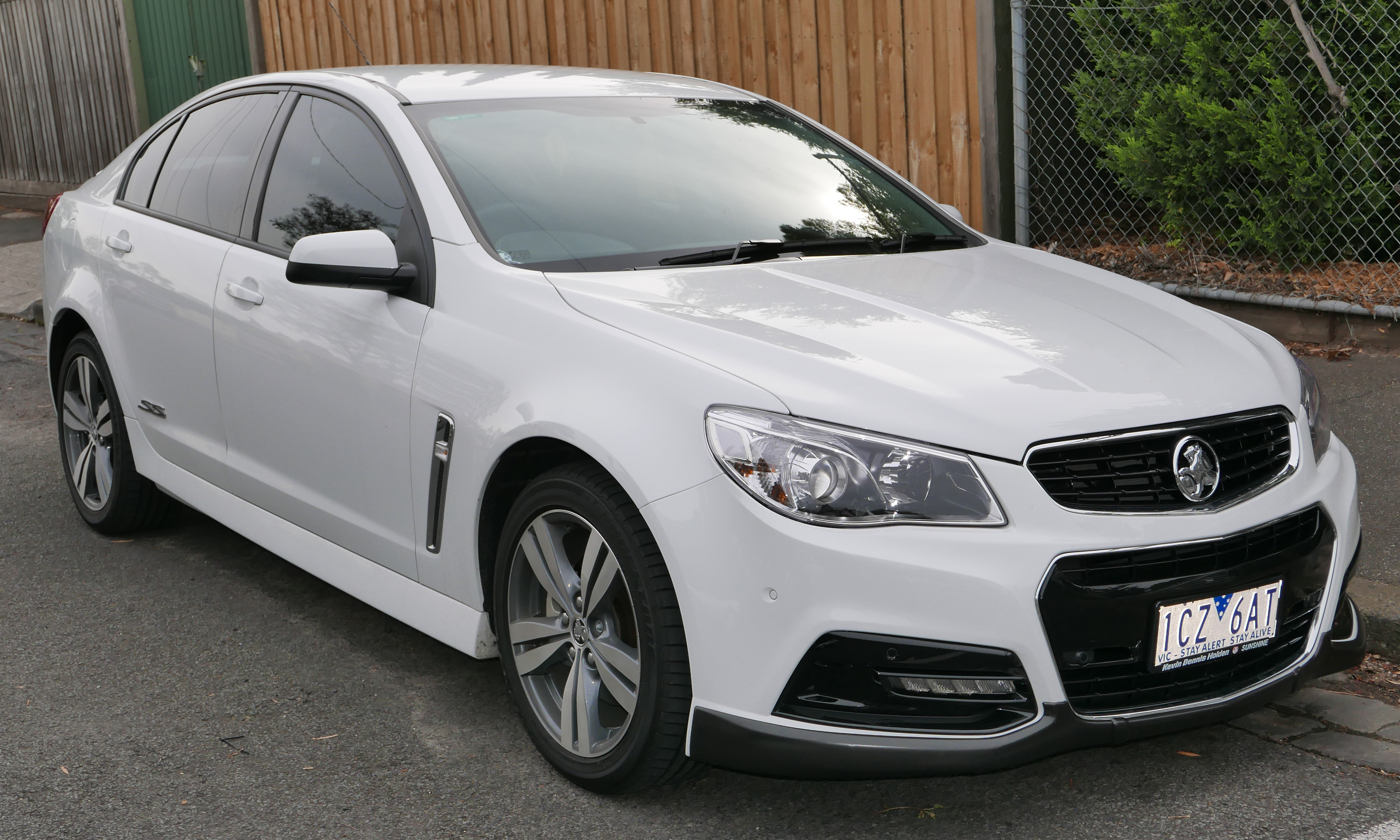
Holden Commodore (do roku 2017)
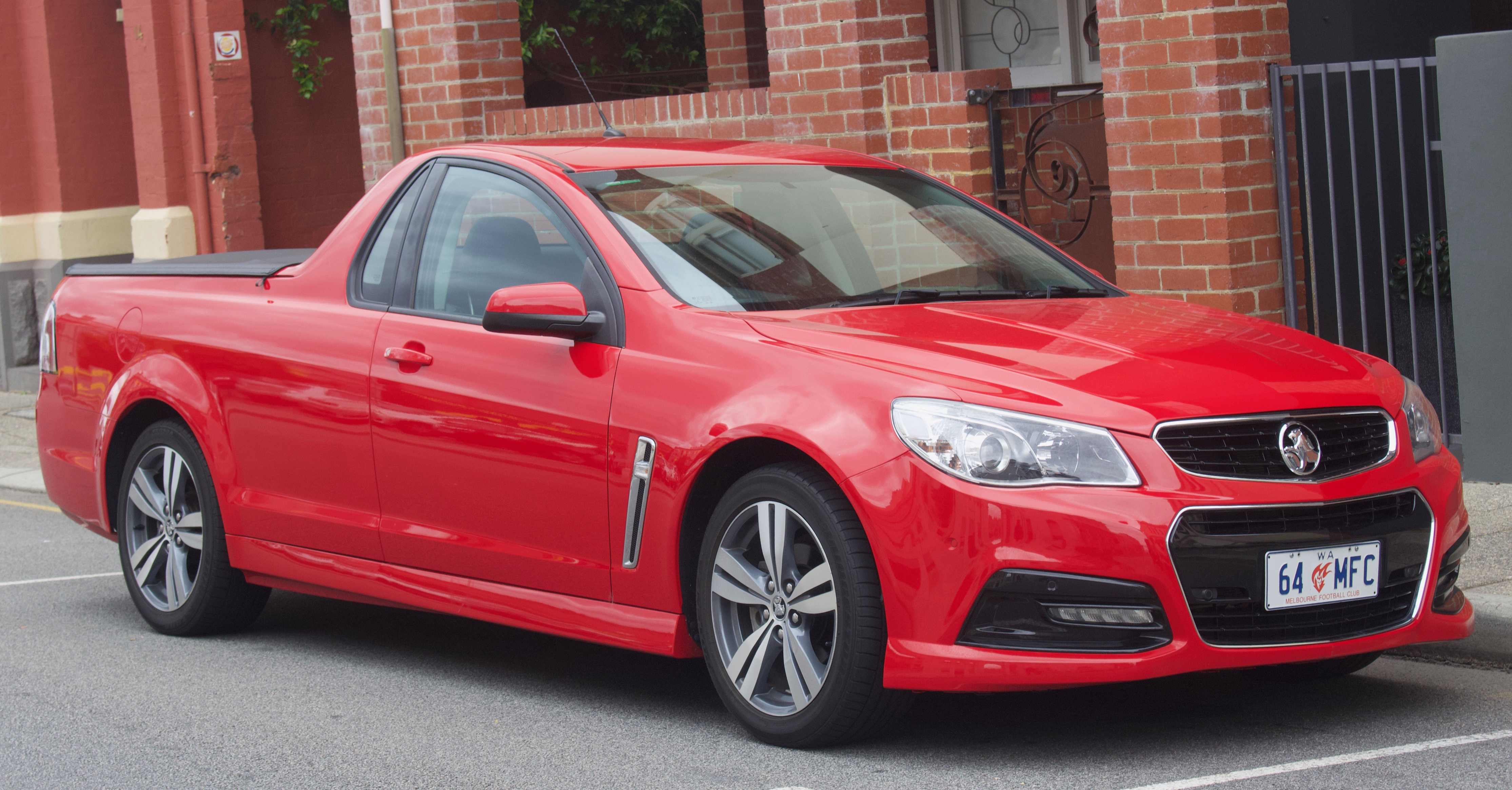
Holden Ute (do roku 2017)
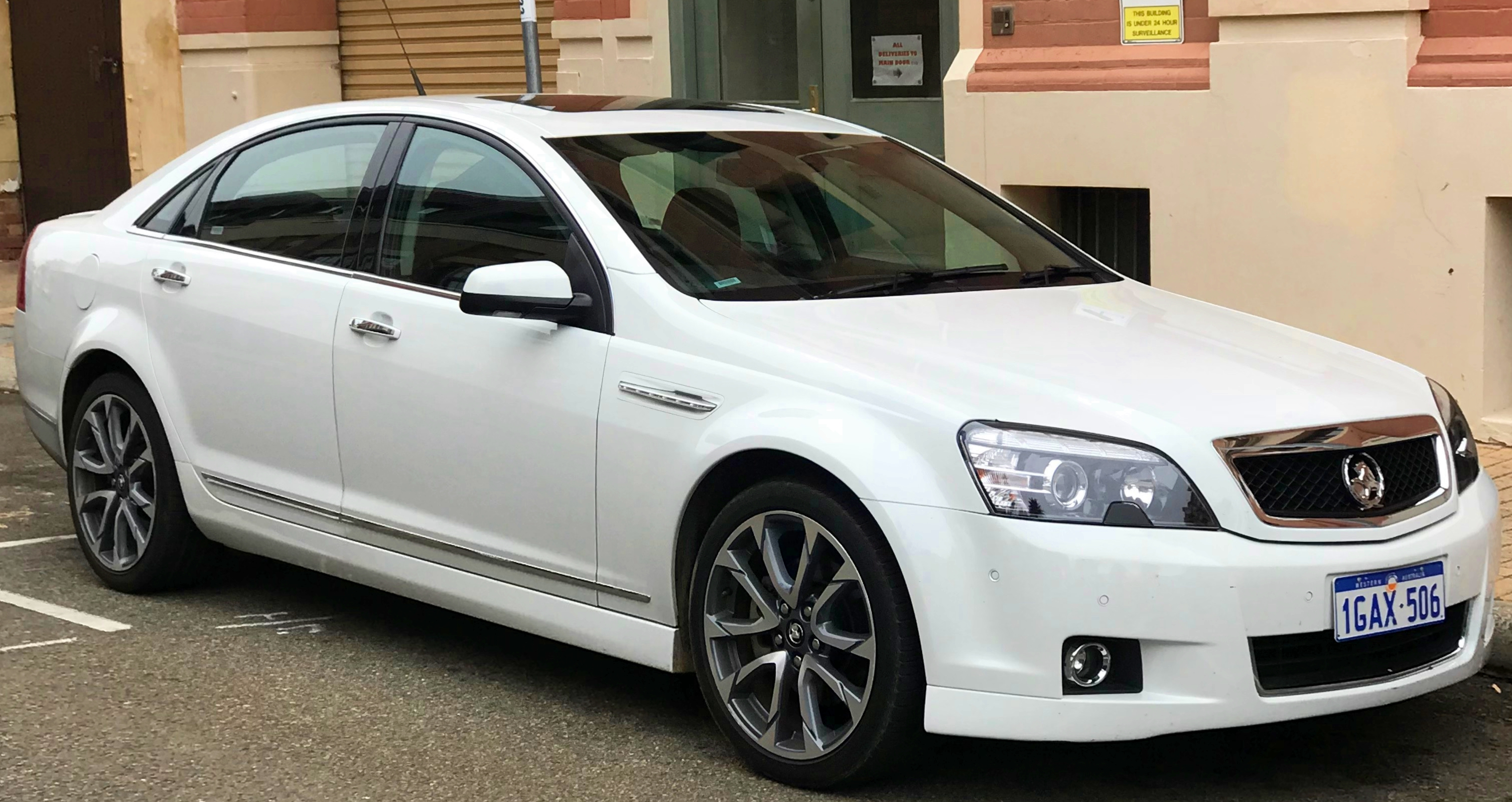
Holden Caprice (do roku 2017)